# Campeonato Uruguaio de Futebol de 2020 – Segunda Divisão
A Segunda Divisão do Campeonato Uruguaio de Futebol de 2020, também conhecida oficialmente como Segunda División Profesional de 2020, é a 117ª edição do campeonato de clubes da segunda divisão do futebol uruguaio e a 79ª sob o nome de Segunda División Profesional. A competição é organizada pela Associação Uruguaia de Futebol (em espanhol: Asociación Uruguaya de Fútbol, AUF) e conta com a participação de doze clubes profissionais. O torneio começou em 12 de agosto e tem término programado para janeiro de 2021.
Em 24 de novembro, o Cerrito sagrou-se campeão da temporada de 2020 da Segunda División Profesional, após empatar por 1–1 com o Villa Española, no estádio Charrúa em Montevidéu pela penúltima rodada do campeonato.

## Regulamento

### Sistema de disputa
A Segunda División Profesional é disputada por doze clubes e dividida em duas fases: temporada regular e play-off (quadrangular). Na primeira fase, os doze times se enfrentarão no sistema de todos contra todos em dois turnos (jogos de ida e volta) num total de 22 jogos para cada um. Ao final das 22 rodadas, o time com o maior número de pontos é declarado campeão da Segunda División de 2020, garantindo acesso junto como o vice-campeão à Primera División de 2021. Além disto, os times posicionados do terceiro ao sexto lugar na classificação final disputarão um fase eliminatória (mata-mata; play-offs; repescagem; quadrangular) em jogos de ida e volta pelo terceiro e último acesso à primeira divisão de 2021. Quanto ao rebaixamento, o último colocado na tabela de rebaixamento com base na média de pontos acumulados por partida disputadas nas últimas duas temporadas, incluída a atual, cairá para a Primera División Amateur (terceira divisão, amadora) de 2021 e o penúltimo da dita tabela disputará uma repescagem pela permanência na divisão contra o vice-campeão da Primera División Amateur de 2020.

### Critérios de desempate
A regra de pontuação é simples: 3 pontos por vitória, 1 por empate e 0 por derrota. Caso haja empate de pontos entre dois ou mais clubes, os critérios de desempates serão aplicados na seguinte ordem:
1. Saldo de gols
2. Gols marcados
3. Confronto direto
4. Sorteio

## Participantes

### Mudanças de divisão em relação à temporada anterior
| Clube          | Rebaixado como                                            |
| -------------- | --------------------------------------------------------- |
| Racing         | 14º da tabela de rebaixamento da Primera División de 2019 |
| Rampla Juniors | 15º da tabela de rebaixamento da Primera División de 2019 |
| Juventud       | 16º da tabela de rebaixamento da Primera División de 2019 |

| Clube | Promovido como                              |
| ----- | ------------------------------------------- |
| Rocha | Campeão da Primera División Amateur de 2019 |

| Clube                  | Promovido como                                   |
| ---------------------- | ------------------------------------------------ |
| Montevideo City Torque | Campeão da Segunda División de 2019              |
| Deportivo Maldonado    | Vice-campeão da Segunda División de 2019         |
| Rentistas              | Ganhador do play-off da Segunda División de 2019 |

| Clube            | Rebaixado como                                            |
| ---------------- | --------------------------------------------------------- |
| Bella Vista      | 12º da tabela de rebaixamento da Segunda División de 2019 |
| El Tanque Sisley | 13º da tabela de rebaixamento da Segunda División de 2019 |

### Informações dos clubes
| Equipe          | Cidade      | Departamento | Estádio (mando)           | Títulos (último)      | Em 2019 |
| --------------- | ----------- | ------------ | ------------------------- | --------------------- | ------- |
| Albion          | Montevidéu  | Montevidéu   | Parque Enrique Falco      | 0 (nenhum)            | 9º      |
| Atenas          | San Carlos  | Maldonado    | Ateniense                 | 0 (nenhum)            | 7º      |
| Central Español | Montevidéu  | Montevidéu   | Parque Palermo            | 4 (último em 2011–12) | 10º     |
| Cerrito         | Montevidéu  | Montevidéu   | Parque Maracaná           | 1 (em 2003)           | 5º      |
| Juventud        | Las Piedras | Canelones    | Parque Artigas            | 1 (em 1999)           |         |
| Racing          | Montevidéu  | Montevidéu   | Parque Osvaldo Roberto    | 8 (último em 2007–08) |         |
| Rampla Juniors  | Montevidéu  | Montevidéu   | Olímpico Pedro Arispe     | 5 (último em 2015–16) |         |
| Rocha           | Rocha       | Rocha        | Mario Sobrero             | 0 (nenhum)            |         |
| Sud América     | Montevidéu  | Montevidéu   | Parque Carlos Ángel Fossa | 8 (último em 2012–13) | 6º      |
| Tacuarembó      | Tacuarembó  | Tacuarembó   | Raúl Goyenola             | 1 (em 2013–14)        | 11º     |
| Villa Española  | Montevidéu  | Montevidéu   | Obdulio Varela            | 1 (em 2001)           | 4º      |
| Villa Teresa    | Montevidéu  | Montevidéu   | Parque José Nasazzi       | 0 (nenhum)            | 8º      |

## Classificação
| Pos. | Equipes         | Pts | J  | V  | E  | D  | GP | GC | SG  | Classificação                                                                    |
| ---- | --------------- | --- | -- | -- | -- | -- | -- | -- | --- | -------------------------------------------------------------------------------- |
| 1    | Cerrito         | 41  | 22 | 11 | 8  | 3  | 38 | 23 | 15  | Campeão e promovido à Primera División de 2021.                                  |
| 2    | Villa Española  | 37  | 22 | 10 | 7  | 5  | 35 | 24 | 11  | Promovido à Primera División de 2021.                                            |
| 3    | Juventud        | 32  | 22 | 7  | 11 | 4  | 24 | 17 | 7   | Classificados para os play-offs pelo terceiro acesso à Primera División de 2021. |
| 4    | Rampla Juniors  | 32  | 22 | 8  | 8  | 6  | 27 | 23 | 4   | Classificados para os play-offs pelo terceiro acesso à Primera División de 2021. |
| 5    | Racing          | 30  | 22 | 7  | 9  | 5  | 25 | 26 | −1  | Classificados para os play-offs pelo terceiro acesso à Primera División de 2021. |
| 6    | Sud América     | 28  | 22 | 7  | 7  | 8  | 30 | 33 | −3  | Classificados para os play-offs pelo terceiro acesso à Primera División de 2021. |
| 7    | Central Español | 27  | 22 | 7  | 6  | 9  | 25 | 25 | 0   |                                                                                  |
| 8    | Rocha           | 27  | 22 | 6  | 9  | 7  | 20 | 23 | −3  |                                                                                  |
| 9    | Villa Teresa    | 26  | 22 | 6  | 8  | 8  | 19 | 29 | −10 |                                                                                  |
| 10   | Atenas          | 24  | 22 | 5  | 9  | 8  | 23 | 29 | −6  |                                                                                  |
| 11   | Tacuarembó      | 23  | 22 | 6  | 5  | 11 | 19 | 27 | −8  |                                                                                  |
| 12   | Albion          | 22  | 22 | 5  | 7  | 10 | 22 | 28 | −6  |                                                                                  |

| Fonte: AUF (em castelhano) e Soccerway (em português) |
| Regras para classificação: 1) Pontos (3 pontos por vitória, 1 por empate e 0 por derrota); 2) Saldo de gols; 3) Gols marcados; 4) Confronto direto; 5) Sorteio. |

## Play-offs

### Tabelão
|  | Semifinais     | Semifinais     | Semifinais     | Semifinais | Semifinais |  |             | Finais      | Finais | Finais | Finais | Finais |
|  |                |                |                |            |            |  |             |             |        |        |        |        |
|  | Juventud       | Juventud       | 0              | 1          | 1          |  |             |             |        |        |        |        |
|  | Sud América    | Sud América    | 2              | 0          | 2          |  |             |             |        |        |        |        |
|  |                |                |                |            |            |  | Sud América | Sud América | 3      |        |        |        |
|  |                | Rampla Juniors | Rampla Juniors | 2          |            |  |             |             |        |        |        |        |
|  | Rampla Juniors | Rampla Juniors | 0              | 3          | 3          |  |             |             |        |        |        |        |
|  | Racing         | Racing         | 1              | 0          | 1          |  |             |             |        |        |        |        |

### Semifinais
| Equipe 1    | Total | Equipe 2       | 1.º jogo | 2.º jogo |
| ----------- | ----- | -------------- | -------- | -------- |
| Sud América | 2–1   | Juventud       | 2–0      | 0–1      |
| Racing      | 1–3   | Rampla Juniors | 1–0      | 0–3      |

#### Semifinal 1
| 3 de dezembro de 2020 | Sud América                                        | 2 – 0     | Juventud | Montevidéu       |  |
| 19:00                 | - Agustín Cayetano 29' - Marcos Camarda 87' (pen.) | Relatório |          | Estádio: Charrúa |  |

| 19 de janeiro de 2021 | Juventud         | 1 – 0     | Sud América | Las Piedras                                         |  |
| 17:15                 | - Luis Aguiar 6' | Relatório |             | Estádio: Parque Artigas Árbitro: José Javier Burgos |  |

Sud América se classificou com resultado agregado de 2–1

#### Semifinal 2
| 3 de dezembro de 2020 | Racing                      | 1 – 0     | Rampla Juniors | Montevidéu       |  |
| 21:15                 | - Liber Quiñones 41' (pen.) | Relatório |                | Estádio: Charrúa |  |

| 9 de dezembro de 2020 | Rampla Juniors                                                    | 3 – 0     | Racing | Montevidéu       |  |
| 19:15                 | - Gustavo Machado 57' - Santiago Pallares 60' - Eduardo Silva 72' | Relatório |        | Estádio: Charrúa |  |

Rampla Juniors se classificou com resultado agregado de 3–1

### Final

#### Jogo de ida
| 23 de janeiro de 2021 | Sud América                                                 | 3 – 2     | Rampla Juniors                               | Montevidéu                                 |  |
| 20:15                 | - Jorge Ramírez 1' - Bruno Giménez 20' - Marcos Camarda 77' | Relatório | - Claudio Servetti 13' - Gustavo Machado 67' | Estádio: Charrúa Árbitro: Daniel Rodríguez |  |

#### Jogo de volta
| 29 de janeiro de 2021 | Rampla Juniors | – | Sud América | Las Piedras             |  |
| 18:00                 |                |   |             | Estádio: Parque Artigas |  |

## Tabela do Rebaixamento
| Pos. | Equipes         | 2019 | 2019 | 2020 | 2020 | Total | Total | PROM  | Rebaixamento                                            |
| Pos. | Equipes         | J    | Pts  | J    | Pts  | J     | Pts   | PROM  | Rebaixamento                                            |
| ---- | --------------- | ---- | ---- | ---- | ---- | ----- | ----- | ----- | ------------------------------------------------------- |
| 1    | Villa Española  | 22   | 36   | 22   | 37   | 44    | 73    | 1.659 |                                                         |
| 2    | Cerrito         | 22   | 30   | 22   | 41   | 44    | 71    | 1.613 |                                                         |
| 3    | Juventud        | —    | —    | 22   | 32   | 22    | 32    | 1.454 |                                                         |
| 4    | Rampla Juniors  | —    | —    | 22   | 32   | 22    | 32    | 1.454 |                                                         |
| 5    | Racing          | —    | —    | 22   | 30   | 22    | 30    | 1.363 |                                                         |
| 6    | Sud América     | 22   | 30   | 22   | 28   | 44    | 58    | 1.318 |                                                         |
| 7    | Villa Teresa    | 22   | 28   | 22   | 26   | 44    | 54    | 1.227 |                                                         |
| 8    | Rocha           | —    | —    | 22   | 27   | 22    | 27    | 1.227 |                                                         |
| 9    | Atenas          | 22   | 29   | 22   | 24   | 44    | 53    | 1.204 |                                                         |
| 10   | Central Español | 22   | 24   | 22   | 27   | 44    | 51    | 1.159 |                                                         |
| 11   | Albion          | 22   | 27   | 22   | 22   | 44    | 49    | 1.139 | Repescagem pela permanência na Segunda División de 2021 |
| 12   | Tacuarembó (R)  | 22   | 19   | 22   | 23   | 44    | 42    | 0.954 | Rebaixado à Primera División Amateur de 2021            |

| Fonte: AUF (em castelhano) |

### Repescagem pela vaga naSegunda Divisiónde 2021
A repescagem de permanência/rebaixamento na Segunda División, foi disputada em jogos de ida e volta, entre Albion, penúltimo colocado da Segunda División de 2020, e Colón, vice-campeão da Primera División Amateur de 2020.
| Chave | Equipe 1 | Total | Equipe 2 | Jogo 1 | Jogo 2 |
| ----- | -------- | ----- | -------- | ------ | ------ |
| Final | Albion   | 7–1   | Colón    | 3–1    | 4–0    |

| 19 de janeiro de 2021 | Albion                                     | 3 – 1     | Colón                     | Montevidéu                               |  |
| 19:30                 | - Facundo Godoy 38' - César Taján 76', 82' | Relatório | - Cristian Valenzuela 85' | Estádio: Charrúa Árbitro: Antonio García |  |

| 26 de janeiro de 2021 | Colón | 0 – 4     | Albion                                                                       | Montevidéu                              |  |
| 16:50                 |       | Relatório | - César Taján 3' - Nicolás Brun 16' · Pablo González 34' - Franco García 76' | Estádio: Nasazzi Árbitro: Diego Dunajec |  |

Albion venceu com resultado agregado de 7–1 e continuará na segunda divisão em 2021.

## Estatísticas

### Artilheiros
| 0Gols0 | Jogador             | Equipe          |
| ------ | ------------------- | --------------- |
| 11     | Maximiliano Silvera | Cerrito         |
| 10     | Santiago López      | Villa Española  |
| 7      | Marcos Camarda      | Sud América     |
| 7      | Juninho Rocha       | Central Español |
| 7      | Lucas Farías        | Atenas          |

| Fonte: Soccerway (em português) |

## Premiação
| Campeonato Uruguaio de Futebol de 2020 Segunda División Profesional |
| Uruguai                                                             |
| ------------------------------------------------------------------- |
| Club Sportivo Cerrito Campeão (2.º título)                          |